# Beschleunigungsgebot in Haftsachen
Das Beschleunigungsgebot in Haftsachen verlangt von den an der Strafverfolgung beteiligten Staatsorganen, das Strafverfahren mit größtmöglicher Beschleunigung durchzuführen, solange sich der Beschuldigte in Untersuchungshaft befindet.

## Geltungsgrund
Das Beschleunigungsgebot in Haftsachen folgt aus dem Grundrecht der Freiheit der Person, das Art. 2 Abs. 2 Satz 2 und Art. 104 des Grundgesetzes „in einem unlösbaren Zusammenhang“ garantieren. Das genannte Grundrecht schützt die körperliche Bewegungsfreiheit. Mit Untersuchungshaft ist der volle Entzug der körperlichen Bewegungsfreiheit verbunden. Dieses „Übel“ darf der Rechtsstaat grundsätzlich nur einer Person zufügen, die wegen einer Straftat rechtskräftig verurteilt worden ist. Ist eine Person einer strafbaren Handlung dagegen – wie bei der Untersuchungshaft stets – bloß verdächtig, ist die vollständige Freiheitsentziehung nur gerechtfertigt, wenn die Staatsorgane das Strafverfahren mit „größtmöglicher“ Beschleunigung durchführen. Sie müssen „alles in ihrer Macht stehende“ tun, um „so schnell wie möglich“ die Ermittlungen abzuschließen und eine gerichtliche Entscheidung herbeizuführen.

## Inhalt
Die Staatsorgane müssen erhebliche Verfahrensverzögerungen, die in ihre Sphäre fallen, vermeiden, sofern das zumutbar ist. Ob die Staatsorgane die Verzögerung verschuldet oder vorwerfbar verursacht haben, ist nicht relevant.
Die Erheblichkeit einer Verzögerung hängt von der nach objektiven Kriterien bestimmten Angemessenheit der Verfahrensdauer im Einzelfall ab, also etwa von der Komplexität der Rechtssache, der Vielzahl der beteiligten Personen oder – in Grenzen – dem Verhalten der Verteidigung. Das Bundesverfassungsgericht hat schon Verfahrensverzögerungen von wenigen Wochen oder Monaten als verfassungswidrig gerügt.
Die Zumutbarkeit einer Beschleunigung richtet sich ebenfalls nach den Umständen des Einzelfalls. Das Bundesverfassungsgericht hat den Fachgerichten bei erheblichen Verzögerungen „überobligationsmäßigen Einsatz der Richterbank“ abverlangt, etwa durch zusätzliche Verhandlungstermine „in den Abendstunden“ oder gegebenenfalls „auch am Wochenende (samstags)“. In der Regel dürften zwei Verhandlungstage pro Woche genügen.
Das gebotene Maß der Beschleunigung wächst mit zunehmender Dauer der Untersuchungshaft. Dieser Vorgabe trägt § 121 Abs. 1 der Strafprozessordnung Rechnung. Danach ist die Untersuchungshaft wegen derselben Tat grundsätzlich auf sechs Monate beschränkt, längerer Vollzug eine nur in engen Grenzen mögliche Ausnahme. Sie setzt von Verfassungs wegen voraus, dass die Verzögerung mit gerichtsorganisatorischen Maßnahmen nicht verhindert werden konnte.

## Rechtsfolge
Haben Staatsanwaltschaft oder Strafgerichte nicht alle möglichen und zumutbaren Maßnahmen ergriffen, um die Ermittlungen mit der gebotenen Schnelligkeit abzuschließen und ein Urteil zu sprechen, verletzt der weitere Vollzug der Untersuchungshaft das Grundrecht der persönlichen Freiheit. Haftentlassung ist die „zwingend gebotene“ Rechtsfolge, ohne dass es auf das Gewicht des Anklagevorwurfs ankäme: Untersuchungshaft darf nicht nach Art einer Strafe den Rechtsgüterschutz vorwegnehmen, dem erst das materielle Strafrecht dienen soll.